# Jordan Claire Robbins
Jordan Claire Robbins   (Bermudes, 24 de gener de 1990) és una actriu i model canadenca de les Bermudes. Robbins és més coneguda pel seu paper de Grace a la sèrie de televisió The Umbrella Academy.
Robbins va néixer i es va criar a les Bermudes. Després de graduar-se a l'escola secundària el 2008, es va traslladar a Toronto per doblar-se en drama i psicologia a la Universitat de Toronto. Va començar a fer de model i aviat va començar a actuar mentre estava al Canadà. Va fer el seu debut com a convidada com a protagonista a la sèrie de televisió Man Seeking Woman, i després va tenir un paper recurrent a la sèrie 12 Monkeys (tots dos del 2015). Va continuar apareixent en diverses sèries de televisió, incloses Supernatural. Va tenir el seu breakthrough interpretant Grace Hargreeves , un robot, a la sèrie de Netflix The Umbrella Academy (2019-present), que li ha donat un gran reconeixement.